# Барило

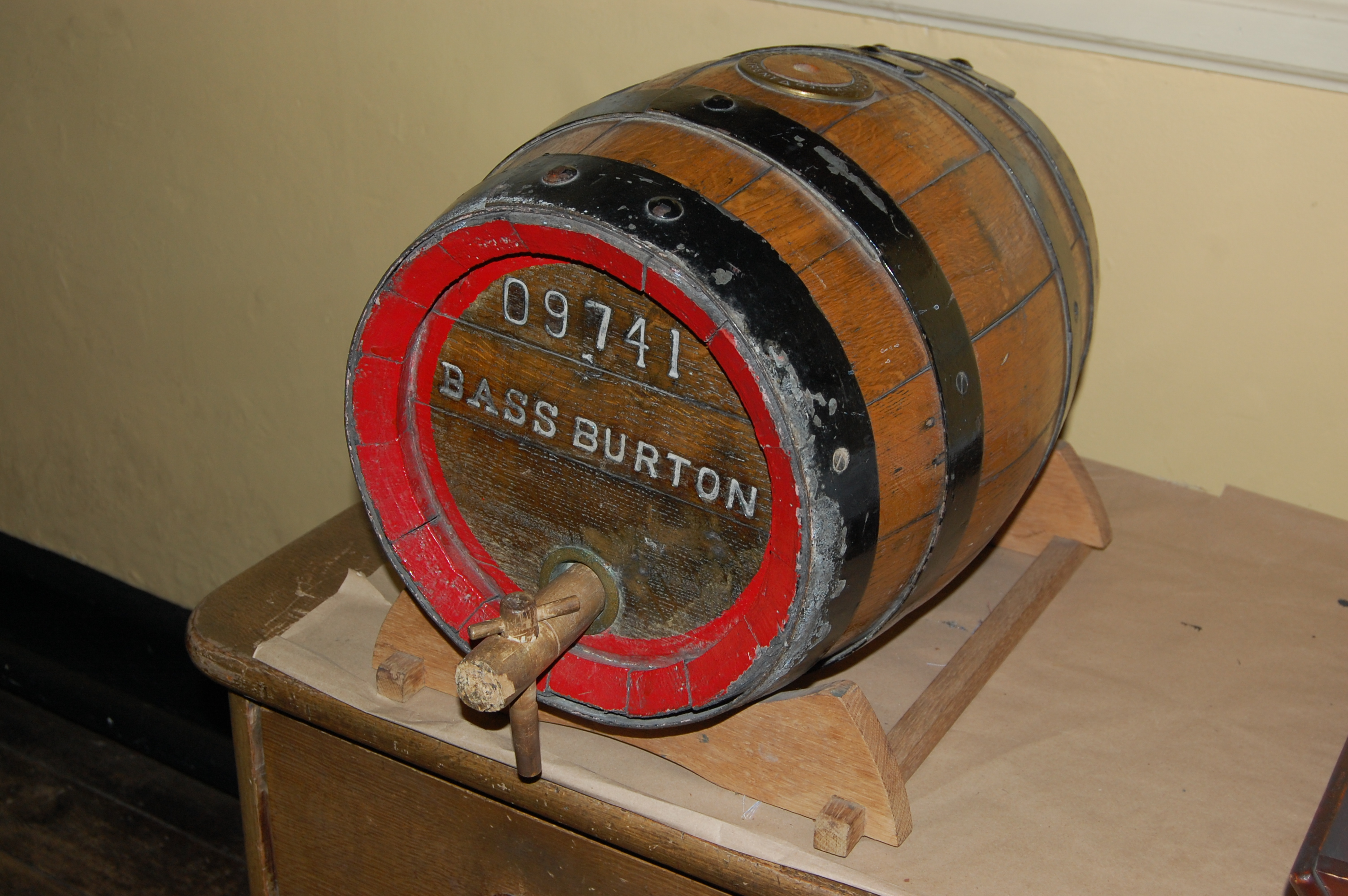
Барило

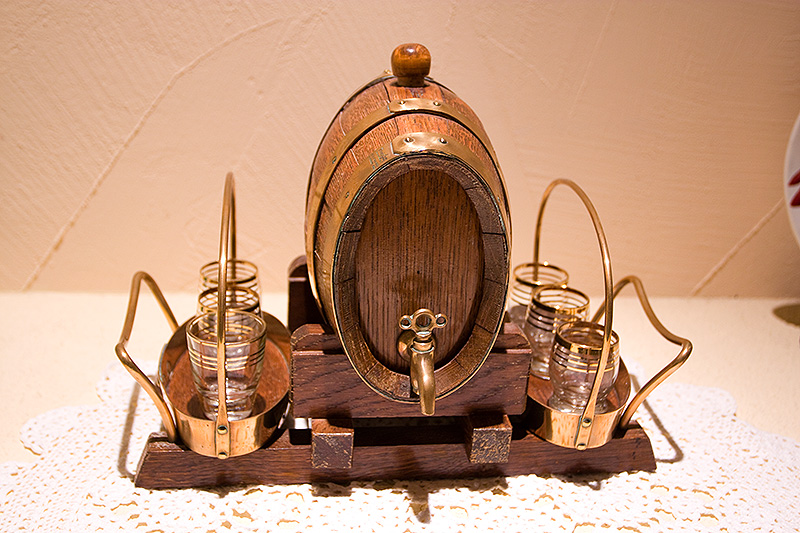
Барильце для коньяку

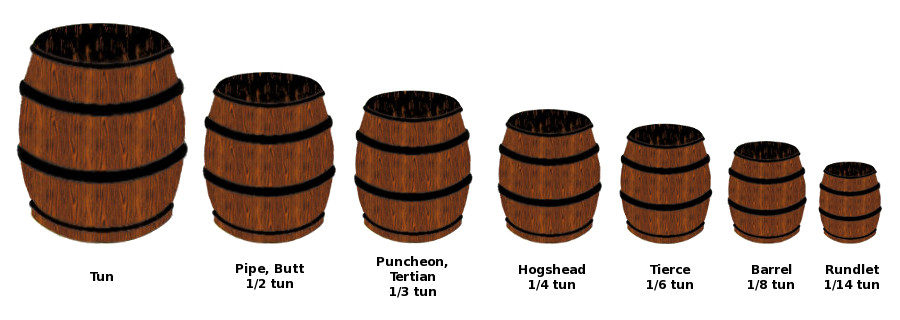
Бочки й барило

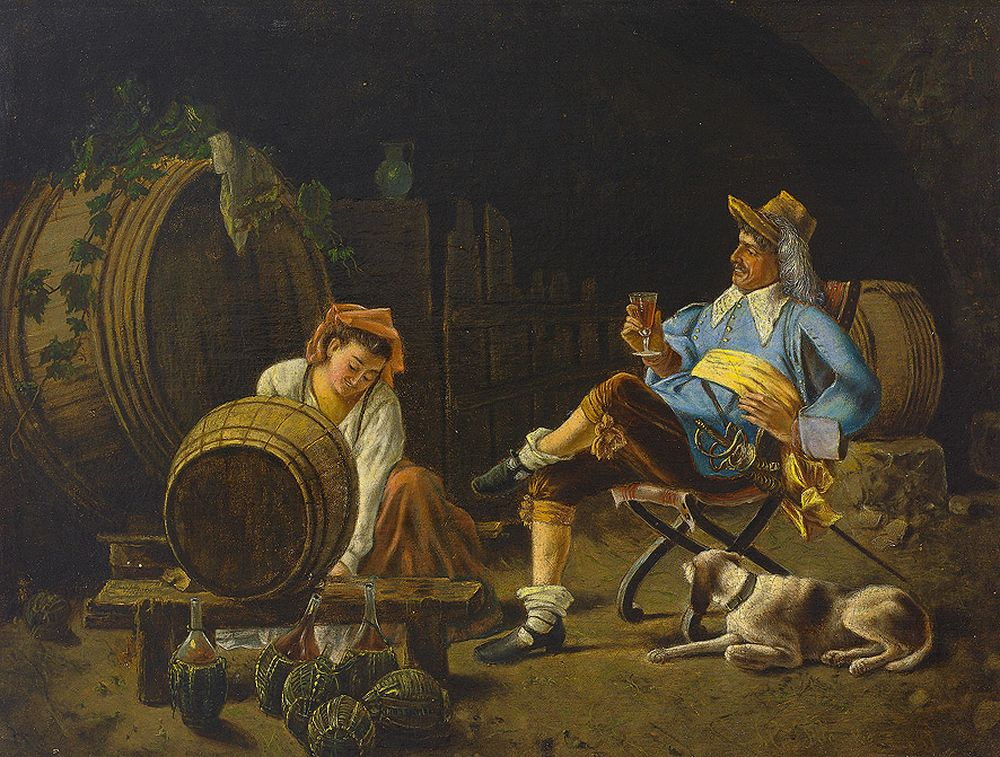
Гедвіґ Генке Сценка в італійському винному льосі, 1887

Бари́ло (від пол. baryła < італ. barile < лат. barilla, barillus, звідси також «барель»), бочо́нок — бондарний виріб; невелика посудина для рідини (найчастіше з дерева) з двома днищами і опуклими стінками, стягнутими обручами; невеличка пузата бочка. Використовувалася для зберігання води, меду, вина, пива тощо.
Синоніми — бари́лечко, бари́лко, бари́лочко, бари́льце, бариля́ка, барильчи́на, бочо́нок, а також пуза́нь, пуза́нчик, пухтїй, черева́нь, черевко́, бруха́ч, у західних діалектах — ґеле́та. Маленький бочонок також називався бочалка.

## У культурі
Фразеологізми української мови:
- П'я́ний як бари́ло — дуже сп'янілий; п'яний — аж валяється; п'яний, що й стежки не бачить[2][9].
- Не смійся, барило, сам кухвою станеш — чужому лихові не смійся: не знаєш, що тебе жде[9].

В піснях
- Ой лопнув обруч коло барила, Дівчина козака та й обдурила…[10].

У літературі
- «Барильце амонтильядо» — оповідання Едгара По.

## Інше
- «Барильцями» («бочонками») називають фішки з номерами, вживані для гри в лото.
- Барило — старовинна міра об'єму